# 毛梗李
毛梗李（學名：Prunus salicina var. pubipes）是李的一个变种，分布于甘肃、四川、云南。